# Prionota (Plocimas) guangdongensis
Prionota (Plocimas) guangdongensis is een tweevleugelige uit de familie langpootmuggen (Tipulidae). De soort komt voor in het Oriëntaals gebied.